# スター芸能大会
『スター芸能大会』（スターげいのうたいかい）は、1967年1月2日から1968年4月30日までフジテレビ系列局で放送されていたフジテレビ製作の演芸番組である。その後も1968年5月7日から同年9月24日まで『対抗・スターかくし芸』（たいこうスターかくしげい）と題して放送されていた。いずれもコカ・コーラボトラーズ（日本コカ・コーラ）の単独提供。

## 概要
芸能人がチーム2組に分かれ、かくし芸を披露しあっていた番組。
1964年から行われていた新春特番『新春かくし芸大会』をレギュラー番組化したものであり、司会も同特番司会の高橋圭三が務めていた。また、当時コカ・コーラのCMに出演していた加山雄三もレギュラー出演し、かくし芸を披露していた。中期からは、ケロヨンの着ぐるみも番組のマスコットとして出演していた。

## 放送時間
いずれも日本標準時。
- 月曜 20:00 - 20:30 （1967年1月2日 - 1967年3月27日）
- 火曜 19:30 - 20:00 （1967年4月4日 - 1968年9月24日） - 途中、1968年5月7日放送分をもって改題。

## チーム名
当初のチーム名は「紅組」と「白組」だったが、火曜19:30枠への移動とともにコカ・コーラのキャッチフレーズに因んだ「スカット組」と「サワヤカ組」に変更された。